# Charaxes rosea
Charaxes rosea är en fjärilsart som beskrevs av Storace 1948. Charaxes rosea ingår i släktet Charaxes och familjen praktfjärilar. Inga underarter finns listade i Catalogue of Life.